# Универ. 10 лет спустя
«Универ. 10 лет спустя» — российский телесериал в жанре «драмеди», продолжение телесериала «Универ. Новая общага».
Показ проходил на телеканале «ТНТ» с 6 по 23 декабря 2021 года.

## Концепция
С момента финала сериала «Универ. Новая общага» прошло 10 лет. Герои повзрослели, поумнели, но проблемы никуда не ушли. Кто-то развёлся, а кто-то наоборот счастлив в браке и планирует ребёнка, кто-то наслаждается шикарной жизнью, а кто-то вынужден таксовать, чтобы прокормить семью, кто-то с годами только хорошеет, а кто-то теряет последние волосы — это уже не универ, а реальная жизнь, которая принимает всех по-разному.
По заверению создателей, «новый сериал — это уже не наивная комедия положений, а полноценная жизненная история с полюбившимися персонажами, вот только их проблемы приобретают совсем другие масштабы, а приоритеты смещаются в другую сторону».

## В ролях
| Арарат Кещян                | Артур Тигранович Микаэлян (Майкл), научный сотрудник, впоследствии домохозяин, муж Вари, папа Карины и Маргариты, зять Павла Владимировича                  |
| Екатерина Молоховская       | Варвара Павловна Микаэлян (в девичестве — Зуева), психотерапевт (в прошлом — психолог МВГУ), дочь Павла Владимировича, жена Майкла, мама Карины и Маргариты |
| Станислав Ярушин            | Антон Львович Мартынов, бизнесмен, миллиардер, муж Кристины, алкоголик                                                                                      |
| Настасья Самбурская         | Кристина Михайловна Соколовская, фитнес-тренер, жена Антона, возлюбленная Андрея                                                                            |
| Анна Хилькевич              | Мария Александровна Будейко (в девичестве — Белова), телеведущая, жена Вали                                                                                 |
| Александр Стекольников      | Валентин Григорьевич Будейко, научный сотрудник, муж Маши                                                                                                   |
| Анна Кузина                 | Яна Викторовна Семакина (до развода с первым мужем — Иванова), бухгалтер в автосалоне                                                                       |
| Сергей Пиоро                | Павел Владимирович Зуев, пенсионер (в прошлом — ректор МВГУ), отец Вари, дед Карины и Марго, тесть Майкла                                                   |
| Анатолий Белый              | Андрей Викторович Берёзкин, адвокат, возлюбленный Кристины                                                                                                  |
| Артём Шевченко              | Сергей Викторович Суриков, коллега Яны, впоследствии её второй муж и отчим Никиты                                                                           |
| Анастасия Драголюб          | Дарья, няня в семье Микаэлянов |
| Таисия Котова               | Карина Артуровна Микаэлян, старшая дочь Майкла и Вари, старшая сестра Марго, внучка Павла Владимировича                                                     |
| Мария-Фредерика Чернолихова | Маргарита Артуровна Микаэлян, младшая дочь Майкла и Вари, младшая сестра Карины, внучка Павла Владимировича                                                 |
| Александр Сабаров           | Никита Максимович Семакин, сын Яны |
| Вера Островская             | Алёна, девочка из детдома, впоследствии — приёмная дочь Маши и Вали (Алёна Валентиновна Будейко)                                                            |
| Михаил Тарабукин            | Владимир Маслов, оперуполномоченный, капитан полиции, любовник Яны.                                                                                         |
| Никита Карпинский           | продюсер телеканала |
| Алексей Серебряков          | Сергей Валерьевич, олигарх |

## Серии
| № серии | Описание | Премьера        |
| ------- | --- | --------------- |
| 1       | С того момента, как герои «Новой общаги» сыграли четыре свадьбы в один день, прошло ровно 10 лет. С тех пор многое в их жизни изменилось: Антон развёлся с Кристиной; Майкл и Варя воспитывают двух дочерей; Яна развелась с Иванычем, одна растит сына Никиту и находится в активном поиске второй половинки; Маша готовится стать матерью, а Валю перспектива становления папой совсем не радует. Планы отметить годовщину в роскошном особняке у Антона проваливаются: выясняется, что его компания обанкротилась, и он остался без денег, завещанных отцом.                           | 6 декабря 2021  |
| 2       | Отчаявшийся Антон, лишившись состояния, напился и теперь вынужден временно жить у Кристины — у него ничего не осталось, кроме их совместной квартиры. Майкл отводит дочь не в тот детский сад. Валя по-прежнему не готов стать отцом и мучится от постоянных панических атак и приступов тошноты. Яна у себя на работе ищет себе подходящего мужа, а Никите — «нормального папу». | 7 декабря 2021  |
| 3       | Постоянные «загулы» Антона порядком надоедают Кристине, и она отправляет его на принудительное лечение от алкогольной зависимости. Яна находит парня, зарегистрировавшись в Тиндере, но, столкнувшись с вором-домушником, на собственном опыте убеждается — знакомства в подобного рода приложениях не доведут до добра. Валя думает, что у Маши есть хитрый план, который заставит его вжиться в роль отца. Майкл с лёгкостью выполняет работу по дому и занимается воспитанием дочерей, Варя задаётся вопросом, как у него так получается, и даже начинает считать себя плохой матерью. | 8 декабря 2021  |
| 4       | Кристина хочет помочь Антону, находящемуся в унынии, и просит Андрея заняться его делом и помочь ему вернуть компанию. Никита привёл домой девушку, Яна рада, что у сына есть подруга, но её настроение быстро изменилось, когда она случайно подсмотрела, чем они занимаются у себя в комнате. Майкл конфликтует во дворе дома с «самой главной мамашей района», не думая о последствиях. Маше предлагают вести новое телешоу о будущих мамах, но сама она не беременна. Что важнее: карьера или будущий ребёнок? Это и предстоит ей выбрать.                                            | 9 декабря 2021  |
| 5       | Майкл устраивает для Вари свидание на крыше: при отсутствии у него денег на подарки и цветы это единственная романтика, которую они могут себе позволить. И вроде бы всё идёт по плану, пока сторож не запирает дверь. Валя впервые сдаёт спермограмму и сталкивается с определёнными сложностями. Яна решается на автоподставу в надежде найти себе «нормального мужика». Антон думает, что уличил Андрея в измене, и сообщает об этом Кристине, помогая ей разобраться в сложившейся ситуации.                                                                                          | 13 декабря 2021 |
| 6       | Никита, проехав на велосипеде мимо машины Вовы, разбивает ему зеркало и избегает встречи с полицейским. Антон бросил пить, но набрал лишний вес, который ему срочно нужно сбросить. Кристина вынуждена побыть его личным фитнес-тренером, на тренировке выясняется, что её тёплые чувства к Антону ещё не угасли. Варя и Майкл то и дело просят Зуева понянчиться с внучками, но дедушку это совсем не радует. Маша до сих пор врёт коллегам о своей беременности, но суперсовременный аппарат, позволяющий услышать сердцебиение плода, раскрывает ложь. Шоу обречено на провал.         | 14 декабря 2021 |
| 7       | Яна на корпоративной вечеринке видит Сурикова с какой-то девушкой и думает, что это проститутка. Маша заставляет Валю ехать в Великие Луки к известной ведунье, якобы лечащей от бесплодия, Валя же настроен скептически. В ходе поездки Антона и Андрея в Нижний Новгород по судебным делам у них возникает ожесточённый спор и едва не доходит до драки. Майкл устраивается на новую работу и успешно прошёл собеседование, а работодатель явно положила на него глаз. | 15 декабря 2021 |
| 8       | Отношения с Кристиной или шанс вернуть состояние — что выберет Антон? Микаэляны наняли для девочек молодую няню Дашу, Майкл думает, что она пытается с ним флиртовать. Яна хочет встречаться с Вовой в его квартире. Маша и Валя решаются на ЭКО, но анкет с письменными данными о донорах Маше мало — ей нужны фото, и она даже предпринимает попытку украсть их. | 16 декабря 2021 |
| 9       | Яна просыпается у Сурикова и думает, что у них был секс. Как намекнуть ему, что он не в её вкусе? Кристина хочет вернуться к Антону, но тут некстати Андрей делает ей предложение. Продюсер, узнав, что Маша на самом деле не беременна, ради спасения рейтингов скрывает это от телезрителей, но Маша этому уже не рада. Майкл решает рассказать Варе о своём случайном поцелуе с няней. Как отреагирует Варя? | 20 декабря 2021 |
| 10      | Кристина ищет по всему городу пьяного Мартынова, так и не появившегося в суде. Майкл с помощью детектора лжи пытается доказать Варе, что не изменял ей с Дашей, но ему никто не верит. Яна попросила Сурикова помочь Никите подготовиться к урокам, тот приходит не один. Маша и Валя решаются на усыновление и просят соседей поделиться опытом. | 21 декабря 2021 |
| 11      | Варя выгнала Майкла из дома, теперь ему негде жить — Антон постоянно пьёт — и на помощь, исключительно как друг, приходит Даша, приютив Майкла у себя. Маша ищет маму для Алёны из детского дома, и, не найдя её, решает сама удочерить девочку. Постоянное вмешательство Антона в личную жизнь Кристины надоедает Андрею, и тот решает подставить Антона. Суриков и Яна занимаются сексом на работе, стараясь, чтобы это не заметило начальство. | 22 декабря 2021 |
| 12      | Прошло два месяца. Карина и Марго решают помирить родителей, сведя их в одном месте. Кристина встретила Антона и увидела, что он изменился в лучшую сторону — работает автозаправщиком и бросил пить. Маша и Валя привозят Алёну домой, но, услышав обрывок их разговора о старой мебели, мол, «она нам не нужна и только место занимает», Алёна думает, что речь о ней, и сбегает. Яна и Суриков поженились, несмотря на то, что Яна заболела и не смогла присутствовать на собственной свадьбе.                                                                                         | 23 декабря 2021 |

## Продолжение
21 июля 2023 года стартовали съёмки проекта «Универ. 13 лет спустя» — продолжения сериалов «Универ», «Универ. Новая общага» и «Универ. 10 лет спустя». В новом сезоне зрителей ждёт развитие истории основных персонажей, а также возвращение культового героя оригинального «Универа» — Эдуарда «Кузи» Кузьмина в исполнении актёра Виталия Гогунского.
События сериала «Универ. 13 лет спустя» начнут развиваться спустя три года после того, что зрители увидели в проекте «Универ. 10 лет спустя». Кристина окончательно распрощалась с Антоном (Станислав Ярушин), который пытается жить в своё удовольствие и открывает паб. Однако неожиданно в его жизни появляется взрослая дочь, о которой он раньше не знал, из-за чего любителю алкоголя и тусовок предстоит полностью изменить свой образ жизни.
Тем временем Майкл (Арарат Кещян) отчаянно пытается вернуть Варю (Екатерина Молоховская), которая подала на развод из-за измены мужа. А Маша (Анна Хилькевич) в одиночку тащит на себе двоих детей, пока Валя (Александр Мартынов) пропадает на работе в ожидании великого научного открытия. В этот момент в её жизни неожиданно появляется бывший парень Кузя (Виталий Гогунский), который стал богатым бизнесменом и вновь приехал в Москву, чтобы расширить свой бизнес. Но истинная цель «пельменного короля» — вернуть Машу, чувства к которой он сохранил после долгих лет разлуки.
К своим ролям в сериале «Универ. 13 лет спустя» вернулись Станислав Ярушин, Анна Хилькевич, Арарат Кещян, Александр Мартынов, Екатерина Молоховская и Виталий Гогунский. Продюсеры проекта: Артур Джанибекян, Вячеслав Дусмухаметов, Таймураз Бадзиев, Андрей Левин. Креативные продюсеры: Евгений Соболев, Антон Колбасов, Артем Гончаров и Сергей Кинстлер, исполнительный продюсер — Алан Батаев. В качестве постановщика проекта выступит режиссёр-дебютант Семён Литовчин.